# Barbara Sternthal
Barbara Sternthal (* 27. Januar 1961 in Knittelfeld) ist eine österreichische Autorin, Übersetzerin und Redakteurin.

## Leben
Sternthal, Tochter einer Pädagogin und eines Künstlers (ihr Stiefvater), kam 1970 nach Wien, wo sie an der Höheren Lehranstalt für wirtschaftliche Berufe in Wien-Döbling (HLW 19) maturierte. An der Universität Wien studierte sie anschließend Theaterwissenschaften, Publizistik und Philosophie und promovierte mit ausgezeichnetem Erfolg 1992 bei Ulf Birbaumer und Wolfgang Greisenegger.
Während ihres Studiums arbeitete sie anfangs in einer Werbeagentur und danach für die Wiener Symphoniker, bevor sie in George Taboris "Theater Der Kreis" eintrat. Dieses einzigartige Wiener Theaterexperiment arbeitete sie nach dessen Beendigung in ihrer Dissertation auf. Nach ihrer Promotion arbeitete Barbara Sternthal im Christian Brandstätter Verlag mit einem vielfältigen Aufgabenbereich, der sich mit zunehmender Erfahrung ausweitete. Zahlreiche Buchprojekte – darunter eine große Anzahl von Kooperationen mit internationalen Verlagen – begleitete sie als Projektleiterin, lektorierte einen Teil des Programms, gestaltete mit dem Verleger Christian Brandstätter eine Reihe von Kunstbüchern sowie die zweimal jährlich erscheinende Verlagsvorschau, für die sie zahlreiche Texte verfasste, und war ab 1997 Cheflektorin des Verlags. Im Jahr 2000 entschloss sie sich zur Selbstständigkeit.
Heute ist Barbara Sternthal eine Sachbuchautorin und hat Biografien (u. a. über Sigmund Freud und Gustav Klimt) sowie Bücher über Architektur, Design und Kulturgeschichte sowie Reisebücher (darunter über Venedig, Paris und London) verfasst. Darüber hinaus ist sie eine Übersetzerin aus dem Englischen und dem Italienischen.

## Veröffentlichungen (Auswahl)

### Als Autorin
- mit Johannes Sachslehner (Hrsg.): Diesen Kuss der ganzen Welt. Leben und Kunst des Gustav Klimt. Styria Verlag, Wien 2005, ISBN 3-222-13165-1.
- Sigmund Freud. Leben und Werk 1856–1939. Brandstätter, Wien 2006, ISBN 3-85498-430-8.
- Juristen als Schriftsteller. Porträts dichtender Rechtsgelehrter. Österreichische Verlagsgesellschaft, Wien 2006. ISBN 978-3-7067-0043-6
- Gustav Klimt 1862–1918. Mythos und Wahrheit. Brandstätter, Wien 2006, ISBN 3-902510-89-7.
- mit Harald Eisenberger (Fotogr.):  Coffee to stay. Die schönsten Cafés in Europa. Brandstätter, Wien 2009, ISBN 978-3-85033-202-6.
- Wie man Venezianer wird. Der Traum vom Leben in der Serenissima. Carinthia Verlag (Styria Media Group), Wien/Graz/Klagenfurt 2009, ISBN 978-3-85378-671-0.
- mit Elisabeth Gürtler (Hrsg.): Die Lipizzaner und die Spanische Hofreitschule. Mythos und Wahrheit . Brandstätter, Wien 2010, ISBN 978-3-85033-423-5.
- Dogen, Diebe, Delinquenten. der Venedig-Führer für Juristen. Beck, München 2010, ISBN 978-3-406-61703-4.
- Die Neue Wiener Werkstätte. die Kunst des Wohnens. Brandstätter, Wien 2010, ISBN 978-3-85033-320-7.
- Themse, Tod und Tower. Der London-Führer für Juristen. Beck, München 2010, ISBN 978-3-406-62621-0.
- Imperiales Wien. Mythos und Wahrheit. Brandstätter, Wien 2011, ISBN 978-3-85033-518-8.
- mit Harald Eisenberger (Fotogr.): Die schönsten Passivhäuser. Wie Sie behaglich wohnen und dabei auch noch Energie sparen. Brandstätter, Wien 2011, ISBN 978-3-85033-536-2.
- Klimt Book. Die Geburt der Moderne. Bohmann, Wien 2012, ISBN 978-3-99015-016-0.
- Bastille, Boulevards, Bourbonen. Paris-Führer für Juristen. Beck, München 2012, ISBN 978-3-406-64059-9; Manz, Wien 2012, ISBN 978-3-406-64059-9; Stämpfli, Bern 2012, ISBN 978-3-214-00499-6.
- mit Harald Eisenberger (Fotogr.): Auf nach Venedig, Verborgenes, Skurriles, Kulinarisches. Folio Verlag, Bozen, Wien 2012, ISBN 978-3-85256-602-3.
- mit Harald Eisenberger (Fotogr.): Wie man Wiener wird. Bohmann, Wien 2013, ISBN 978-3-99015-031-3.
- Habsburg, Hofrat, Heuriger. Der Wien-Führer für Juristen. Beck, München 2013, ISBN 978-3-406-65453-4; Manz, Wien 2013, ISBN 978-3-214-00721-8; Stämpfli, Bern 2013, ISBN 978-3-7272-7724-5.
- Schiele Book. Eros und Genialität. Bohmann, Wien 2014, ISBN 978-3-99015-041-2.
- Das Josephinum. 650 Jahre Wiener Medizingeschichte. Brandstätter, Wien, 2014, ISBN 978-3-85033-822-6.
- mit Elisabeth Gürtler (Hrsg.): Die Lipizzaner. Brandstätter, Wien 2015, ISBN 978-3-85033-912-4.
- Mein Recht, dein Recht. Österreichisches Recht für Kinder und Jugendliche. Manz Verlag, Wien 2017, ISBN 978-3-214-08807-1
- Ku'damm, Kiez und Currywurst. Der Berlin - Führer für Juristen. Manz Verlag, Wien 2020, ISBN 978-3-406-75922-2

### Als Übersetzerin
- Das Hollywood-Archiv. Glamour & Geheimnis. Hollywoods goldene Jahre. Brandstätter, Wien 1999, ISBN 3-85498-079-5. (O: Paddy Calistro; Fred E. Basten: The Hollywood Archive. The Hidden History of Hollywood in the Golden Age. Angel City Press, 2000)
- Luxus der Einfachheit: Minimalistische Interieurs in großem Stil. Brandstätter, Wien 2013, ISBN 978-3-85033-698-7. (O: Karin Howes; Fritz von der Schulenburg (Fotogr.); Luxury minimal. Minimalist interiors in the grand style. Thames & Hudson, London 2012)
- Ausgestopft! Die Kunst der Taxidermie. Brandstätter, Wien 2013, ISBN 978-3-85033-734-2. (O: Alexis Turner: Taxidermy. Thames & Hudson, London, 2013)
- New York 50s & 60s. Kunst, Kultur und Lebensstil. Brandstätter, Wien 2014, ISBN 978-3-85033-819-6
- Meisterfälscher. Ego, Geld & Größenwahn. Von Noah Charney (Autor). Brandstätter, Wien 2015, ISBN 978-3-85033-921-6
- Ernst Jandl, Ian Hamilton Finlay: not/a concrete pot: Briefwechsel 1964–1985. Hrsg. von Vanessa Hannesschläger. Folio Verlag, Bozen & Wien 2017, ISBN 978-3-85256-702-0

### Als Herausgeberin
- mit Trautl Brandstaller: Hrdlicka. Eine Hommage. Residenz Verlag, Salzburg & Wien 2008, ISBN 978-3-7017-3087-2